# Барони (Кјети)
Барони (итал. Baroni) је насеље у Италији у округу Кјети, региону Абруцо.
Према процени из 2011. у насељу је живело 19 становника. Насеље се налази на надморској висини од 286 м.